# Plattenfilter

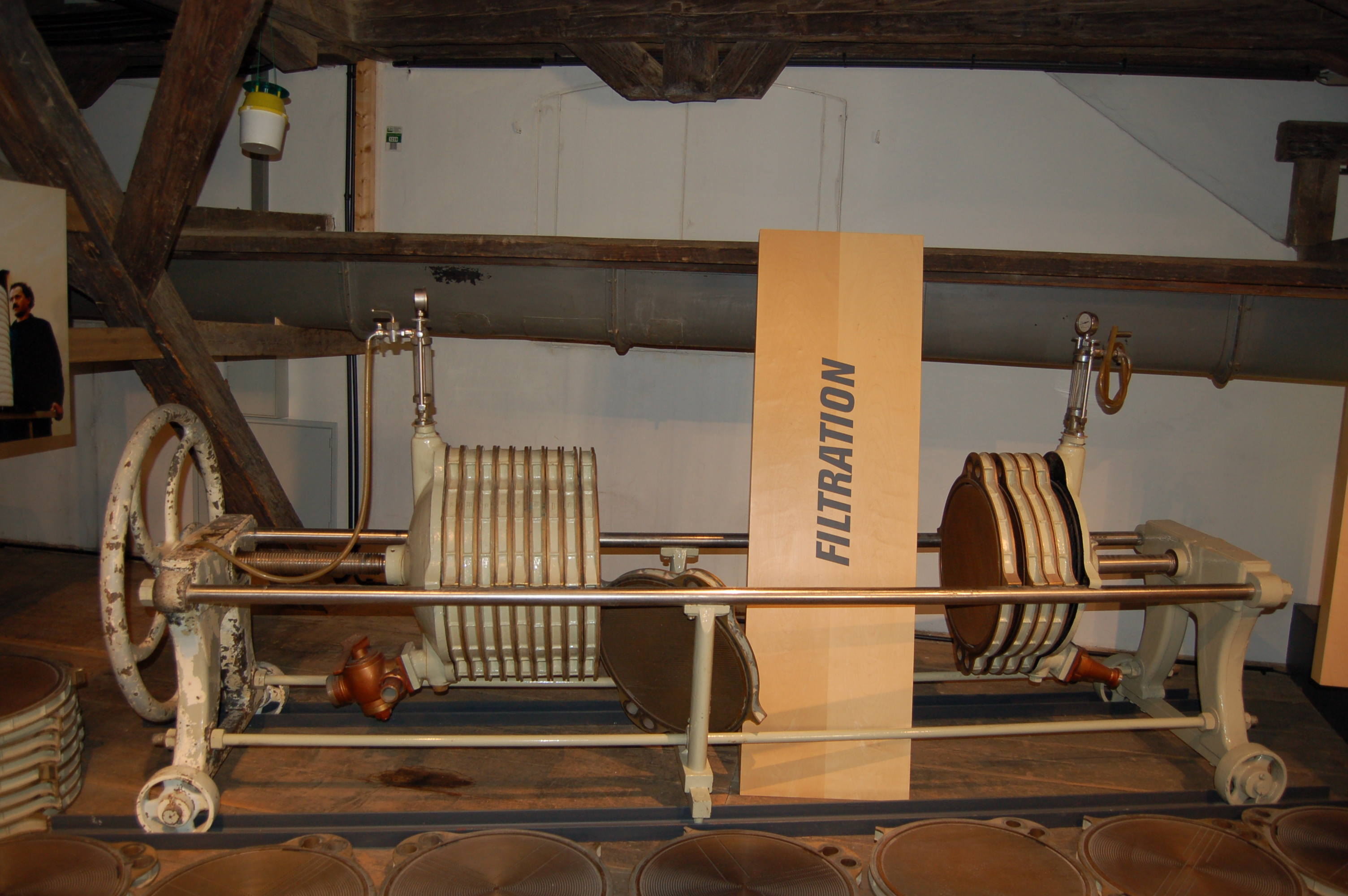
Geöffneter Plattenfilter in einer Brauerei

Plattenfilter sind Filtermittel aus Cellulose oder ähnlichen Materialien, bei deren Herstellung das Fasermaterial zu Platten verpresst wurde. In der Anwendung beruht der Filtrationseffekt neben der Siebwirkung auf der Adsorption auf dem Fasermaterial.  Verwendet werden Plattenfilter vor allem in Filterpressen.